# Adoración de los pastores (Correggio)
La adoración de los pastores (en italiano, L'Adorazione dei pastori) llamada La noche (La notte) es un famoso cuadro del pintor italiano Antonio Allegri da Correggio. Está realizado al óleo sobre tabla de madera de álamo y tiene las siguientes dimensiones: 256,5 cm de alto por 188 cm de ancho.
Fue pintado hacia 1530 y posteriormente pasó a manos de la Casa de Este, que gobernaba los ducados de Ferrara y Módena. Vendido por los duques junto con otras obras maestras en 1746, se encuentra actualmente en la Gemäldegalerie de Dresde (Alemania).
Este cuadro se encargó el 24 de octubre de 1522 por Alberto Pratonieri para la capilla familiar dedicada a la Natividad en la basílica San Próspero de Reggio Emilia.
El sobrenombre de «La noche» expresa una de las peculiaridades de este cuadro, con escasos precedentes en este sentido, entre los que puede citarse la escena del «Sueño de Constantino» en la Leyenda de la cruz de Piero della Francesca, datada de unos ochenta años antes. La representación de esta Adoración de los pastores en una ambientación nocturna es extremadamente sugerente gracias a los efectos de la luz que emana del Niño Jesús e irradia a los demás personajes y las nubes o el torbellino de ángeles relacionan esta obra con los frescos de la cúpula de la catedral de Parma.